# تن‌تن در آمریکا
تن‌تن در آمریکا (به زبان فرانسوی: Tintin en Amérique) سومین کتاب از مجموعهٔ کتابهای مصور ماجراهای تن‌تن و میلو است. این کتاب نخستین بار در سال ۱۹۳۲ میلادی توسط کارتونیست بلژیکی هرژه نوشته و طراحی شد و به چاپ رسید و در سال ۱۹۴۵ نسخهٔ رنگی آن چاپ شد. این کتاب تا سال ۱۹۷۳ در آمریکا به چاپ نرسید. در این داستان تن‌تن برای پیدا کردن کار به شیکاگو می‌رود اما طی وقایعی به مبارزه در برابر بابی اسمایلز برمی‌خیزد.
این داستان به سفارش روزنامه محافظه‌کار بلژیکی لو ونتیم سیکل برای ضمیمه کودکان آن یعنی لو پتی ونتیم نوشته شد و از سپتامبر ۱۹۳۱ تا اکتبر ۱۹۳۲ به صورت هفتگی منتشر شد و سپس در سال ۱۹۳۲ توسط انتشارات Éditions du Petit Vingtième در یک جلد جمع‌آوری شد. داستان ماجراهای خبرنگار جوان بلژیکی، تن‌تن، و سگش میلو را دنبال می‌کند که به ایالات متحده سفر می‌کنند و تن‌تن در آنجا گزارشی از جرم و جنایت سازمان‌یافته در شیکاگو تهیه می‌کند. او در تعقیب یک گانگستر در سراسر کشور، با قبیله‌ای از سرخپوستان بلک‌فوت ملاقات می‌کند و قبل از شکست دادن سندیکای جنایت شیکاگو، با آنها ماجراجویی‌هایی را تجربه می‌کند.

## انعکاس دغدغه‌های اجتماعی
هرژه پس از انتشار تن‌تن در کنگو، به دنبال داستانی در ایالات متحده بود و می‌خواست نگرانی‌های خود را در مورد رفتار دولت آمریکا با جوامع سرخ‌پوستان ایالات متحده آمریکا منعکس کند. تن‌تن در آمریکا با حمایت یک ترفند تبلیغاتی، در بلژیک به موفقیت تجاری دست یافت و به زودی در فرانسه نیز تجدید چاپ شد. هرژه ماجراهای تن‌تن را با سیگارهای فرعون ادامه داد و این مجموعه به بخش جدایی‌ناپذیر از مصورنگاری فرانسوی-بلژیکی تبدیل شد.

## اصلاحات و بازنشر
در سال ۱۹۴۵، تن‌تن در آمریکا به سبک لینیه کلر هرژه دوباره طراحی و رنگی شد تا توسط انتشارات کسترمن منتشر شود. با درخواست ناشر آمریکایی هرژه، تغییراتی بیشتر برای چاپ ۱۹۷۳ اعمال شد.
استقبال از این اثر متفاوت بوده‌است. مفسران ماجراهای تن‌تن استدلال می‌کنند که اگرچه این داستان نسبت به دو جلد قبلی پیشرفت‌هایی داشته، اما هنوز هم بسیاری از مشکلات آنها را در خود دارد.

## اقتباس‌ها
این داستان برای تئاتر وست اند ۱۹۷۶–۷۷ با نام ماجراجویی بزرگ آمریکایی تن‌تن و همچنین مجموعه پویانمایی ۱۹۹۱ Ellipse Programmé/Nelvana با نام ماجراهای تن‌تن که به عنوان قسمت پایانی سریال پخش شد، اقتباس شده‌است.

## چاپ اول
- در انگلیس: Casterman
- در ایران (ترجمه فارسی): یونیورسال

## تعداد صفحات
- در ایران: ۶۲ صفحه (درچاپ جدید ۶۴ صفحه)
- در بلژیک: ۶۲ صفحه
- در انگلیس: ۶۲ صفحه
- در آمریکا: ۶۲ صفحه
- در فرانسه: ۶۲ صفحه